# David Wise (compositeur)
 (mai 2010).
Si vous disposez d'ouvrages ou d'articles de référence ou si vous connaissez des sites web de qualité traitant du thème abordé ici, merci de compléter l'article en donnant les références utiles à sa vérifiabilité et en les liant à la section « Notes et références ».
Pour les articles homonymes, voir Wise et David Wise.
David Wise (souvent crédité sous le nom de Dave Wise ou D. Wise), né en 1967, est un compositeur britannique de jeux vidéo. Il est l'un des compositeurs attitrés de Rare et sa musique apparaît donc dans de très nombreux jeux de Rare. Il y a commencé sa carrière en 1985 et était le seul musicien de la compagnie jusqu'en 1994. Il est connu pour son style de musique atmosphérique, mêlant sons d'environnement naturels, mélodies prenantes et accompagnements de percussions.

## Jeunesse
Wise estime qu'il a une influence musicale large : il a d'abord appris le piano, puis la trompette et les percussions pendant l'adolescence. Il a joué dans quelques groupes pendant sa jeunesse, et était toujours actif dans l'un d'entre eux en 2004.

## Carrière à Rare
La carrière de David Wise au sein de Rare commença quand il rencontra les deux fondateurs, comme il l'expliqua en réponse à une question posée sur son site : « Je travaillais dans un magasin de musique, faisant la démonstration d'un Yamaha CX5 à deux personnes, Tim et Chris Stamper. J'avais écrit et programmé la musique de la démo. Ils m'ont offert un job. »
Son travail le plus connu reste celui de la bande-son de la série Donkey Kong Country. En complément de l'ambiance de la jungle donnée par les percussions et l'ambiance, qui est une thématique courante pour une grande partie de la série, la musique offre une grande variété de différents styles musicaux qui sont le reflet des différents environnements et aires de jeux où ils apparaissent.
En janvier 1996, Wise expliqua que cette bande-son était largement bâtie sur ses expériences de voyages, expliquant ensuite que la musique de Donkey Kong Country 2 avait été composée durant sa « phase d'expérimentation sur Paris ». Plus tard, il a réalisé la bande-son du portage de Donkey Kong Country 3 sur Game Boy Advance.

## Aujourd'hui
Fin octobre 2009, la communauté d'OverClocked ReMix annonça que Wise était sur un projet d'album de remix non officiels de Donkey Kong Country 2. Grant Kirkhope et Robin Beanland devraient aussi faire partie de l'aventure, à la guitare et à la trompette respectivement.
Depuis 2013, il reprend du service dans la bande-son d'une série de jeux vidéo qu'il connait bien : il est le compositeur de l'OST de Donkey Kong Country: Tropical Freeze, jeu de Retro Studios.
En février 2015, le studio Playtonic Games révèle sa participation pour la bande-son de leur premier jeu Yooka-Laylee, aux côtés de Grant Kirkhope et Steve Burke.

## Travaux

### 1987
- Slalom (NES)
- Wizards and Warriors (NES)

### 1988
- Anticipation (NES)
- Jeopardy! (NES)
- R.C. Pro-Am (NES)
- Wheel of Fortune (NES)

### 1989
- California Games (NES)
- Cobra Triangle (NES)
- Hollywood Squares (NES)
- Ironsword: Wizards and Warriors II (NES)
- Jeopardy! Junior Edition (NES)
- John Elway's Quarterback (NES)
- Jordan vs. Bird: One-on-One (NES)
- Marble Madness (NES)
- Sesame Street 123 (NES)
- Sesame Street ABC (NES)
- Silent Service (NES)
- Taboo: The Sixth Sense (NES)
- Wheel of Fortune Junior Edition (NES)
- Who Framed Roger Rabbit (NES)
- World Games (NES)
- WWF WrestleMania (NES)

### 1990
- The Amazing Spider-Man (Game Boy)
- Arch Rivals (NES)
- Cabal (NES)
- Captain Skyhawk (NES)
- Double Dare (NES)
- Jeopardy! 25th Anniversary Edition (NES)
- NARC (NES)
- A Nightmare on Elm Street (NES)
- Pin Bot (NES)
- Snake Rattle 'n' Roll (NES)
- Solar Jetman: Hunt for the Golden Warpship (NES)
- Super Glove Ball (NES)
- Time Lord (NES)
- Wheel of Fortune Family Edition (NES)
- Wizards and Warriors Chapter X: The Fortress of Fear (Game Boy)
- WWF WrestleMania Challenge (NES)

### 1991
- Battletoads (NES, Game Boy)
- Beetlejuice (NES)
- Digger T. Rock (NES)
- High Speed (NES)
- Sesame Street ABC and 123 (NES)
- Sneaky Snakes (Game Boy)
- Super R.C. Pro-Am (Game Boy)
- WWF Superstars (Game Boy)

### 1992
- Wizards and Warriors III (NES)
- Beetlejuice (Game Boy)
- Danny Sullivan's Indy Heat (NES)
- R.C. Pro-Am II (NES)
- Championship Pro-Am (Mega Drive)

### 1993
- Battletoads (Mega Drive, Game Gear)
- Battletoads and Double Dragon (NES, SNES, Mega Drive, Game Boy)
- Battletoads in Ragnarok's World (Game Boy)
- Battletoads in Battlemaniacs (SNES)
- X The Ball (Arcade)
- Snake Rattle‘N’ Roll (Mega Drive)

### 1994
- Monster Max (Game Boy)
- Battletoads (arcade)
- Donkey Kong Country (SNES) (avec Robin Beanland et Eveline Fischer)[2]

### 1995
- Donkey Kong Land (Game Boy) (avec Graeme Norgate)
- Donkey Kong Country 2: Diddy's Kong Quest (SNES)

### 1996
- Donkey Kong Country 3 : Dixie Kong's Double Trouble! (SNES) (avec Eveline Fischer)[3]

### 1997
- Diddy Kong Racing (N64)

### 1999
- Donkey Kong 64 (N64)

### 2000
- Donkey Kong Country (GBC)

### 2002
- Star Fox Adventures (GCN)

### 2004
- It's Mr. Pants (GBA) (additional sound effects)

### 2005
- Donkey Kong Country 3 (GBA)

### 2007
- Diddy Kong Racing DS (DS)

### 2008
- Viva Piñata: Pocket Paradise (DS)

### 2014
- Donkey Kong Country: Tropical Freeze (Wii U)

### 2017
- Snake Pass (PC, PS4, Xbox One, Switch)
- Yooka-Laylee (PC, OS X, Linux, PS4, Xbox One, Switch) (avec Grant Kirkhope et Steve Burke)

### 2018
- Donkey Kong Country: Tropical Freeze (Nintendo Switch)